# Takahiro Shimada
Pour les articles homonymes, voir Shimada.
Takahiro Shimada (島田 貴裕, Shimada Takahiro) est un footballeur japonais, né le 9 février 1965, dans la préfecture d'Osaka, au Japon.